# 鋸齒癩頸龜
锯齿癞颈龟（學名：Myuchelys latisternum；英語：、serrated snapping turtle、common sawshell turtle），也叫寬胸癩頸龜，是寬胸癩頸龜屬的一种龟，原产于澳大利亚约克角半岛到新南威尔士州北部水域。

## 特征
锯齿癞颈龟雌性甲壳长可达28厘米，雄性较小，一般不超过18厘米。甲壳呈褐色或深褐色，边缘有锯齿。它们并没有很强的攻击性，但咬合力很强。

## 习性
它们在9月到12月间筑巢，一个繁殖季可产3至4窝（9至36枚）卵，孵化需60天，分布区南部的锯齿癞颈龟孵化期较短。
这是一种肉食性龟，吃鱼、蝌蚪、蛙和水生昆虫，是入侵物种海蟾蜍少有的天敌。